# Giuseppe Verdi
|  | «Verdi» redirigeix aquí. Vegeu-ne altres significats a «Verdi (desambiguació)». |

Giuseppe Verdi   (Le Roncole, 10 d'octubre de 1813 - Milà, 27 de gener de 1901) fou un compositor d'òpera italià.
Verdi va compondre òpera durant tota la seva vida i va perfeccionar el seu art amb la influència de Rossini, Bellini i Donizetti amb l'ús de les formes de la grand opéra francesa, per desembocar en la creació de les seves obres mestres shakespearianes, Macbeth, Otello i Falstaff, en les quals, les dues ultimes s'apunten algunes de les innovacions de Wagner en la forma de l'òpera. Al llarg de la seva vida, la seva originalitat i fecunditat no varen tenir rival.

## Biografia

### Infantesa
Va néixer al poble de Le Roncole, prop de Parma, llavors sota la dominació napoleònica, el mateix any que naixeria Richard Wagner. Carlo i Luigia Verdi, pares del futur gran músic, eren més aviat pobres: regentaven una petita posada que tenia annexa una botiga de queviures; per aprovisionar-se, acudien a un ric majorista de Busseto, Antonio Barezzi, que era també l'ànima de la cultura musical ciutadana pel seu càrrec de president de la Societat Filharmònica local.
Carlo Verdi va enviar el seu fill que estudiés a la casa parroquial, on va rebre els ensenyaments del reverend Pietro Baistrocchi, que, naturalment, al costat de les primeres lletres, li va fer aprendre els fonaments de la música a l'orgue de l'església. Verdi assimilava amb tal rapidesa els ensenyaments del pare Baistrocchi, que va arribar a l'extrem de substituir-lo, cada vegada més sovint, al lloc d'organista, dedicació que a l'església alternava amb la d'escolà. L'any 1822, va començar els estudis musicals amb Ferdinando Provesi, que exercia els càrrecs d'organista i mestre de capella a la catedral, a més del de mestre municipal de música a la Societat Filharmònica, la institució presidida per Barezzi i que constituïa, amb relació al cor de l'església, el vessant laic de la vida musical de Busseto. El gran Provesi ja res no havia d'ensenyar-li i Barezzi, fermament convençut del futur d'aquell jove encaminat a convertir-se en el seu gendre, va obtenir per a ell una beca del Mont de Pietat local, que li permetia seguir estudis a Milà.

### Primers dies a Milà
Però a Milà l'esperava la primera desil·lusió artística de la seva vida: no poder entrar per conducte regular al Conservatori per haver superat ja l'edat fixada pel reglament, Verdi va haver de
sotmetre's a un examen i acreditar aquelles «qualitats excepcionals» que podien constituir l'única excepció admesa a la regla. I va ser rebutjat. En vista d'això, l'única alternativa per a Verdi consistia a acudir a l'ensenyament privat: sempre ajudat per Barezzi, va estudiar durant tres anys sota l'orientació d'un operista de l'escola napolitana, protegit del famós Paisiello. Es tractava de l'esquerp però competent Vincenzo Lavigna.
L'únic passatemps que tenia Verdi era assistir als espectacles de La Scala i als assaigs i concerts de la Societat Filharmònica. Durant un d'aquests assaigs -s'estava preparant el difícil oratori La creació, de Haydn- van faltar els tres directors titulars i Verdi va haver de substituir-los. Els somriures de suficiència amb què els nobles músics van iniciar l'assaig es van mudar molt aviat en estima i, finalment, en profunda admiració, fins a l'extrem que li van pregar que dirigís personalment el concert, en el qual va obtenir un èxit falaguer. Massini li va proposar la composició d'una òpera i li va subministrar també el llibret, ja imprès i titulat Rochester, del qual era autor un tal Antonio Piazza.

### Retorn a Busseto

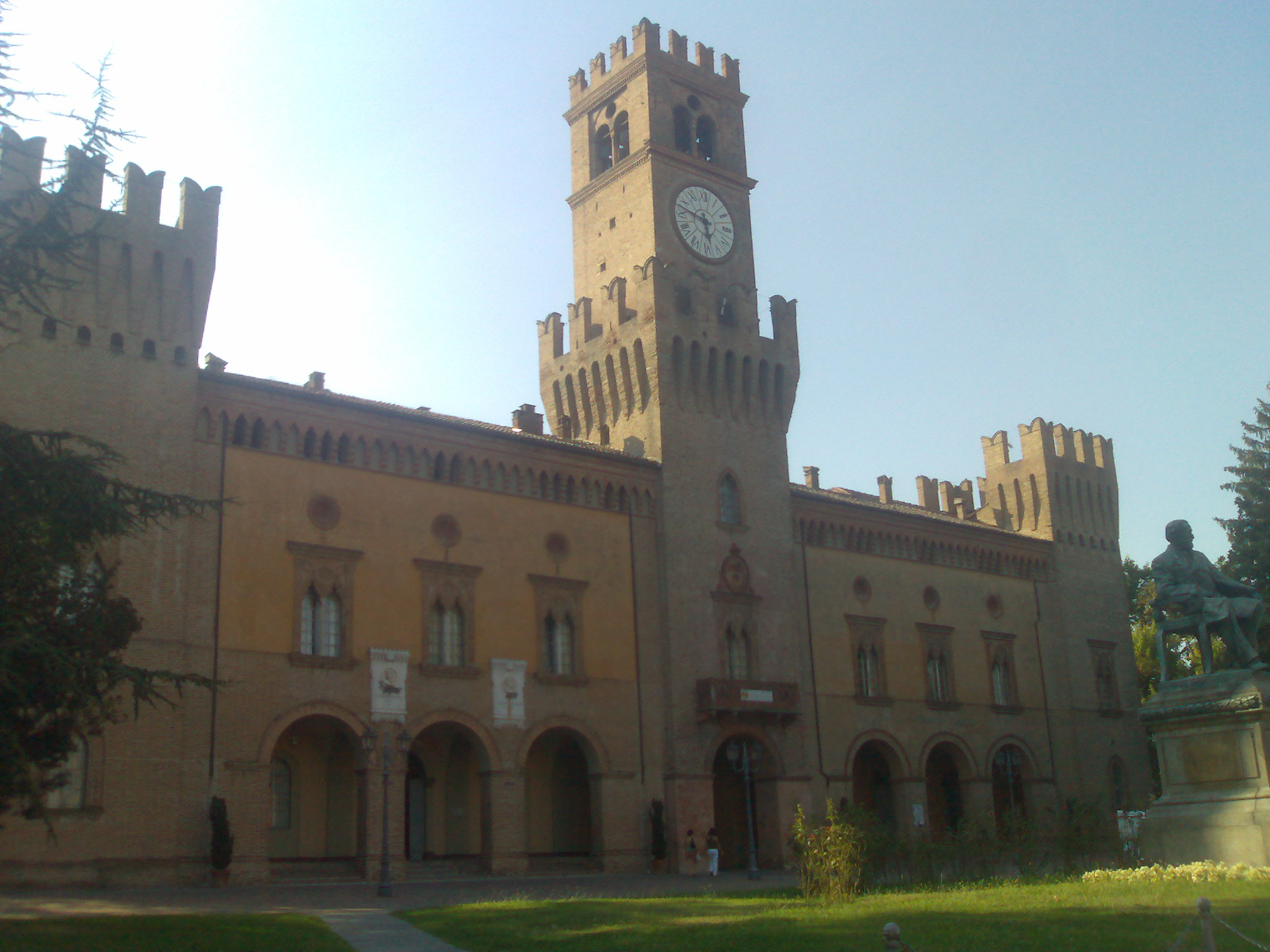
Rocca Pallavicino a Busseto

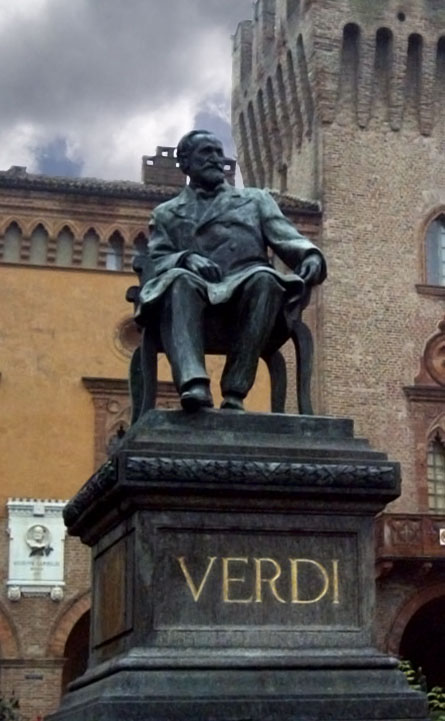
Estàtua de Giuseppe Verdi a Busseto

Amb la mort de Ferdinando Provesi, Verdi torna a Busseto, on va romandre durant tres anys, de 1836 a 1839. Tot just obtingut el càrrec, es va casar amb Margherita i va formar una llar, en la qual al cap d'un any va néixer Virgínia, seguida al cap de poc per un segon fill, Icilio. Després de dimitir a Busseto, va tornar el febrer de 1839, recolzat una vegada més per la generositat financera del sogre.

### Tornada trista a Milà
Als joveníssims esposos, que l'any anterior, estant encara a Busseto, havien perdut ja la petita Virgínia, se'ls moria, també el 22 d'octubre, el seu segon fill, Icilio.
D'altra banda, el 17 de novembre de 1839 Verdi estrena la seva òpera Oberto, Conte di San Bonifacio, amb el llibret i el títol modificats a La Scala, amb un èxit «no grandiós, però bo», segons va escriure el mateix compositor. Bartolomeo Merelli, que regentava el teatre en aquells moments, li va encarregar a Verdi immediatament una segona òpera, còmica aquesta vegada, per exigències d'equilibri de gèneres en la programació. Com no hi havia temps per procurar-se un llibret original, es va recórrer llavors, cosa habitual en aquells temps, a un llibret escrit feia més de vint anys per Felice Romani, autor dels texts de gairebé totes les òperes de Bellini. L'obra va ser Un Giorno di Regno (Un dia de regnat), amb un text molt mediocre, no tant per la qualitat intrínseca dels versos, com per la soporífera reiteració de la trama.

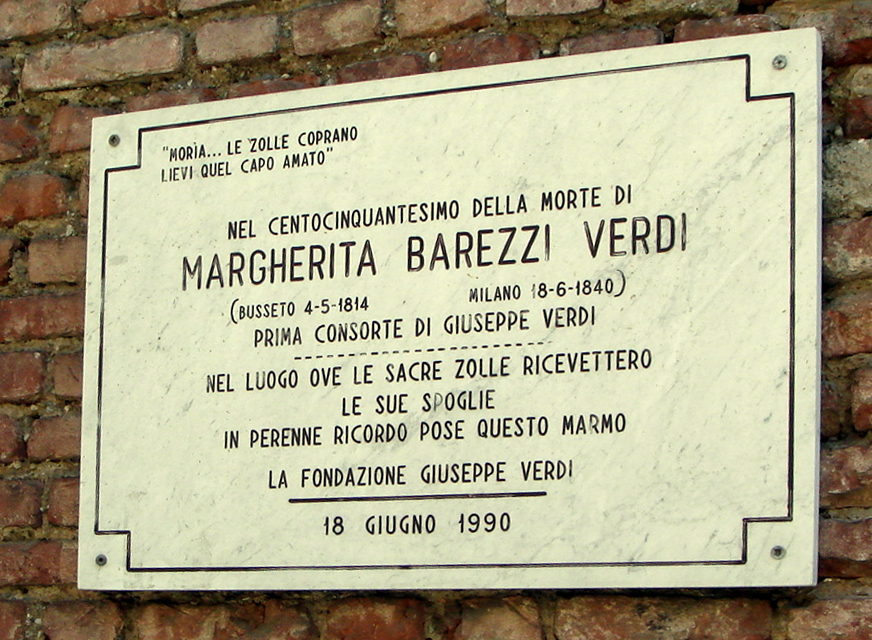
Placa commemorativa del 150è aniversari de la mort de Margherita a Milà

Margherita, que després de la mort d'Icilio, tan pròxima a la de la primogènita, no s'havia recuperat, va emmalaltir d'encefalitis i va morir al cap de pocs dies, el 18 de juny. Verdi es va sentir aniquilat: va tornar a Busseto i durant tot l'estiu va estar immers en el dolor. A finals d'aquesta estació, tanmateix, assetjat per les exhortacions de Merelli, va tornar a Milà i va reprendre la seva activitat, buscant en la feina un camí d'evasió.
En aquestes condicions era molt difícil compondre l'opera buffa que s'estrenà el 5 de setembre de 1840. El tema era trillat, la música era més aviat mediocre i la interpretació
va ser pèssima. Amb tot, les proporcions del fiasco van ser tals que Verdi no ho va oblidar mai, amb picament de peus inclòs.
Verdi es refugia a Busseto. Però qui parteix d'una petita comarca amb l'aurèola de triomfador per
tornar derrotat, no pot esperar trobar el repòs i la serenitat d'un afectuós consol. Impossible quedar-se. Verdi va marxar a Gènova per retocar la partitura del seu Oberto, que anava a representar-se en el transcurs de la tardor. En retocar-la, la va empitjorar considerablement, acceptant entre altres coses secundar el gust més reaccionari del públic. Però l'òpera només va obtenir un moderat èxit. Com no podia continuar suportant l'atmosfera opressiva i burleta de Busseto, va retornar a Milà, que representava per a ell l'únic lloc on podia refugiar-se en
l'anonimat més absolut.

### Arriba Nabucco
Una nit d'hivern, es va trobar casualment amb Merelli, que es dirigia al teatre. Queien grans flocs de neu i ell, agafant-lo del braç, el va convidar a acompanyar-lo al camerino de La Scala. Mentre anaven caminant, li va explicar que estava preocupat per la nova òpera que havia d'oferir i que havia encarregat a Nicolai, però aquest no estava content amb el llibret. Es tractava de Nabucco, amb versos de Temistocle Solera. Verdi va voler augmentar l'ajustat conjunt del cor, i davant de les lamentacions financeres de Merelli, va cloure la qüestió pagant de la seva pròpia butxaca els nous contractats. El que, en canvi, no va poder evitar va ser l'ús de vells decorats i vestits, provinents de les òperes més dispars i que es van readaptar i restaurar per a aquella ocasió. Durant els assaigs, el teatre caminava revolucionat per una música nova. El caràcter de la partitura era tan insòlit i desconegut, l'estil tan ràpid i nou, que l'estupor era general; cantants, cor i orquestra, en escoltar aquella música, mostraven un entusiasme extraordinari. I encara hi ha més: era impossible treballar en el teatre, fora de l'escenari, ja que els operaris, pintors, il·luminadors i tramoistes, electritzats pel que escoltaven, deixaven les seves tasques per assistir bocabadades a tot el que es posava en escena.

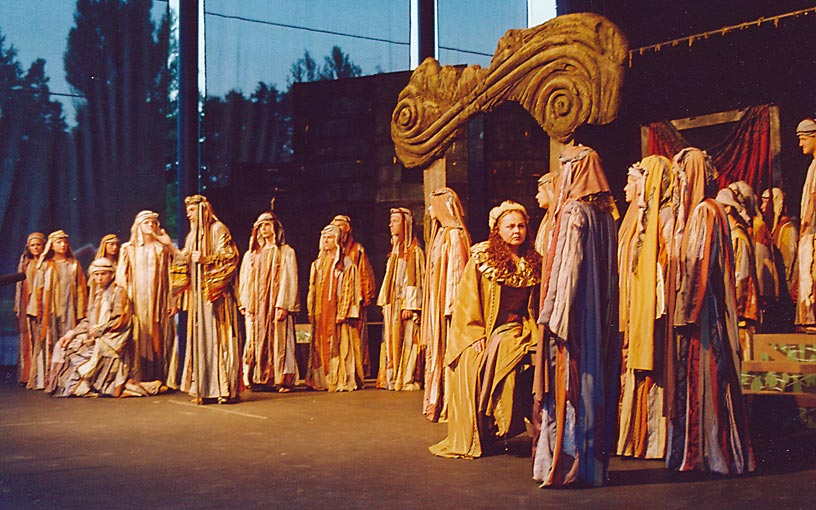
Imatge d'una representació moderna de Nabucco

Nabucco es va estrenar a La Scala el 9 de març de 1842, amb la soprano Giuseppina Strepponi, en el paper d'Abigaille. Strepponi va esdevenir l'amant de Verdi, i passat molt de temps des de la mort de la seua primera esposa, l'any 1859, va casar-se amb ella. La vetllada va tenir un crescendo d'entusiasme, arribant a extrems delirants al terme del «Va, pensiero», quan tot el teatre es va aixecar de cop i, passats uns interminables minuts d'aplaudiments, es va concedir el bis.
Va ser un dels més fervents casos de total identificació entre públic i òpera que es recorden en la història de l'òpera. Al món de la lírica, dominat fins llavors per les melodies astrals, lànguides i dolcíssimes de Bellini i Donizetti, irrompia una música potent, de vegades brutal i fins i tot rude, però feta sempre de carn i sang, amb la vitalitat i la força d'un riu en plenitud. Una música que sintonitzava completament amb l'estat d'ànim d'un públic cada vegada més intolerant amb la dominació austríaca. Només es van poder donar vuit funcions de Nabucco durant el mes de
març a causa d'exigències de programació, però quan aquesta òpera va tornar a estar en cartell a l'estiu, es va representar durant 57 nits, xifra fabulosa fins i tot en aquells anys.

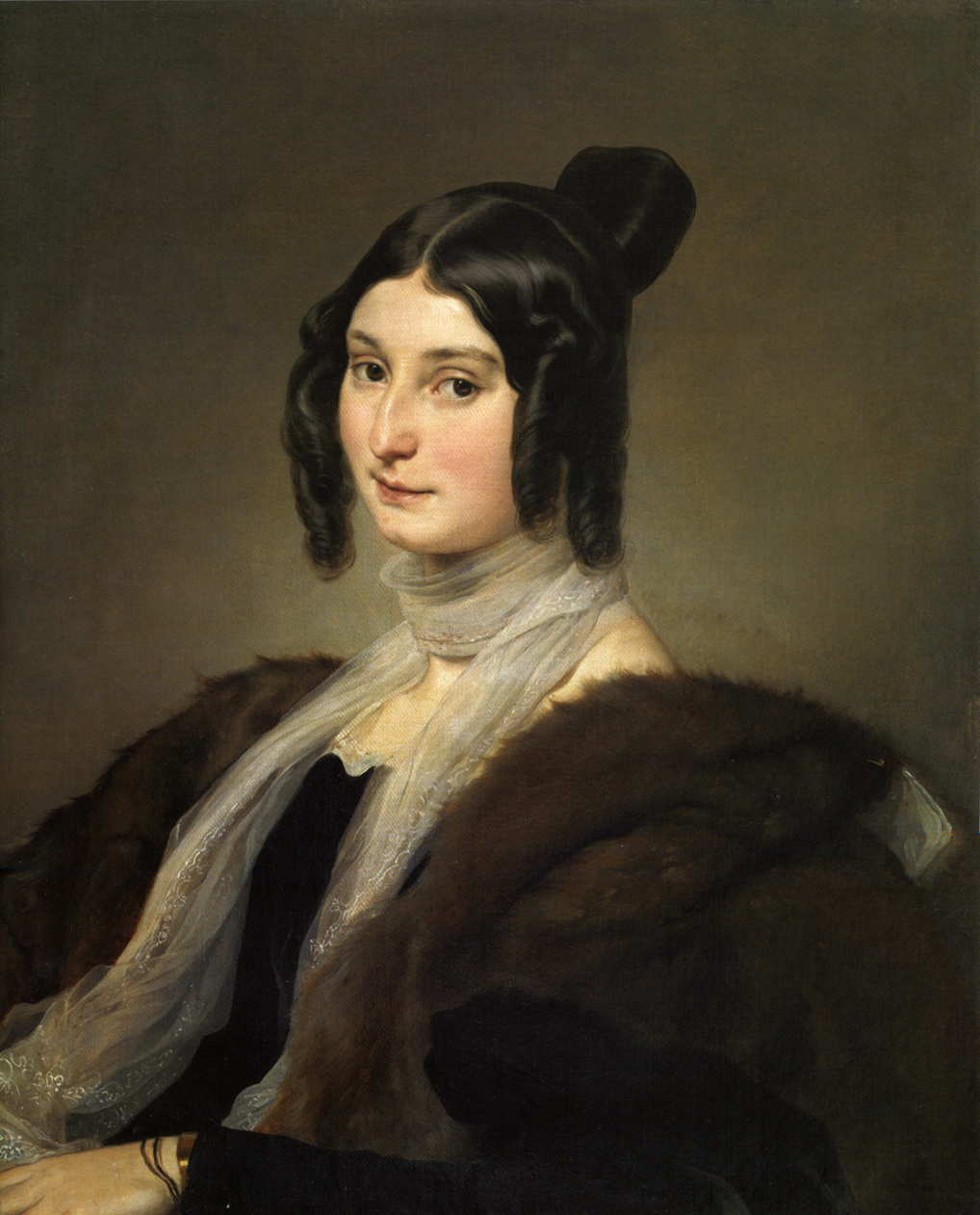
Clara Maffei

Ara, l'alta societat de Milà competia per tenir-lo als seus salons. El 1842, van néixer les relacions de Verdi amb la comtessa Appiani, amb la noble dama Morosini i, sobretot, amb la
comtessa Clara Maffei o Clarina, al saló de la qual s'agrupaven els millors cervells de la Llombardia, atrets per l'esperit, gràcia i patriotisme de Clarina, així com per l'amabilitat i cultura del seu marit, Andrea Maffei, que estava completant la primera traducció a l'italià de Shakespeare i de Schiller.
Quan Clarina, pocs anys després, es va separar del seu marit, iniciant la seva convivència amb el poeta i patriota Carlo Tenca, Verdi va continuar mantenint l'amistat d'ambdós, però va ser Clarina la que va ocupar sempre un lloc destacat en el restringit nombre dels seus afectes. Aquest sentiment d'amistat de Verdi es veuria més que correspost pel fervent caràcter d'aquesta indòmita criatura d'aspecte benigne i dolç, que a poc a poc transformaria el seu saló en una autèntica farga irredemptista, lloc de trobada dels esperits més animosos i batalladors de la ciutat, que allà van preparar la gran insurrecció de 1848. Verdi era una de les figures centrals d'aquell grup, si bé políticament no estava compromès d'una manera directa. Però la seva música s'havia convertit ja en sinònim de llibertat, de lluita i de rebel·lió contra la dominació estrangera.
Així, a l'any següent de Nabucco, l'11 de febrer de 1843, Verdi va posar en escena I Lombardi alla prima crociata (Els llombards a la primera croada), que mantenia l'esperit de l'òpera precedent, suscitant autèntics deliris pel seu tema, que treia descobertament a escena el
poble llombard. Temistocle Solera havia compost el llibret inspirant-se en un poema de Tommaso Grossi, un altre habitual del saló dels Maffei. També en aquesta obra l'èxit va quallar a l'entorn d'un cor, O Signor che del tetto natio (Oh, senyor que del solar natiu), que els llombards croats entonen en el tercer acte. Junt amb el Va, pensiero, aviat aquest cor va quedar elegit com a símbol patriòtic i es cantava pels carrers com a repte intimidatori cap a les tropes austríaques.

### Els anys de galeres

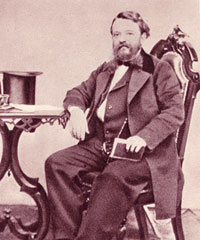
Un dels seus llibretistes: el poeta Francesco Maria Piave

La seva fama creixia, però precisament per això li era més necessari que mai ser present en tots els teatres importants, escrivint ininterrompudament per consolidar la seva talla artística. Va estrenar un gran nombre d'òperes en la dècada posterior a 1843, un període que el mateix Verdi va anomenar els anys de galeres. El 9 de març de 1844, any que va seguir el triomf d'I Lombardi es va posar en escena al teatre La Fenice de Venècia la seva òpera Ernani, que va assenyalar l'encontre entre Verdi i l'exseminarista i poeta Francesco Maria Piave, destinat a convertir-se en l'autor de fins a deu llibrets de Verdi, amb qui va establir una relació d'íntima i fidel amistat.
Després de l'afortunat, encara que no devastador, èxit d'Ernani, Verdi va anar a Roma, on el 3 de novembre va presentar I due Foscari, també amb llibret de Piave, la qual no va tenir gaire èxit, encara que Emanuele Muzio, compositor i amic de Verdi, ho va atribuir a l'elevat preu de les entrades, motiu que va prevenir molt el públic assistent. El vertiginós carrusel dels compromisos havia començat a girar: tres mesos després, el 15 de febrer de 1845, va estrenar a La Scala de Milà Giovanna d'Arco, amb llibret de Solera; passats sis mesos, va presentar en el San Carlo de Nàpols Alzira, amb text
de Salvatore Cammarano, el príncep dels llibretistes napolitans, autor de Lucia di Lammermoor de Donizetti, i que va col·laborar amb Verdi fins i a la seva mort, que el va sorprendre precisament mentre donava els últims retocs als versos d'Il trovatore. Després,
el teatre La Fenice de Venècia li va encarregar una altra òpera. Verdi va elegir com a argument un drama de Werner, Attila, i va confiar la redacció del llibret a Solera. Tanmateix, quan es trobava en la meitat del seu treball, Solera va marxar a Barcelona sense dir-li-ho a ningú per convertir-se en empresari de la seva dona, la cantant Teresa Rosmini.
Piave va completar el llibret, però una llarga malaltia va obligar Verdi a ajornar-ne l'estrena, que va tenir lloc finalment el 17 de març de 1846, amb un gran èxit, si bé inferior a l'entusiasme que suscitaria en la resta d'Itàlia.

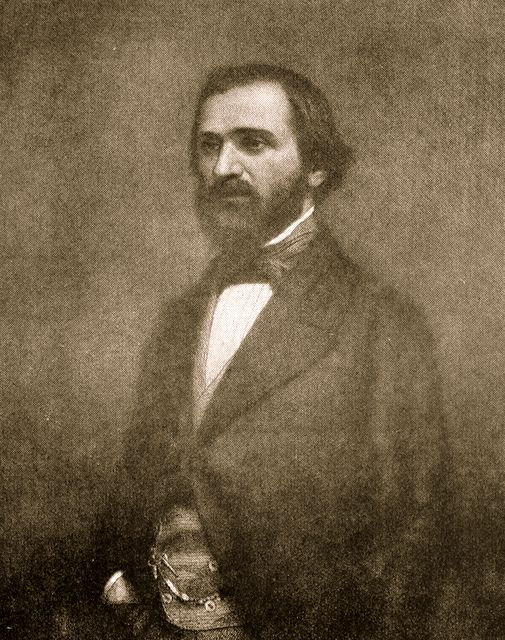
Retrat de Verdi

Sobretot Attila estava plena de frases patriòtiques que feien esclatar els teatres amb aclamacions delirants, els homes aplaudien dempeus al costat dels oficials austríacs gèlidament impassibles, les dones agitaven mocadors tricolors i des de l'alt de la galeria plovien rams de flors lligats amb escarapel·les també tricolors. D'aquesta forma, Verdi s'anava convertint en el gran cantor de les esperances de llibertat d'un poble identificat enterament amb aquella música que ocultava els seus molts punts innovadors sota l'impuls d'un ritme enèrgic i enardit, que aportava al lluminós fervor sentiments de dominadora passió.
Per a molts, la més important i original d'entre les òperes del primer període de Verdi és Macbeth. Per primera vegada, Verdi escomet l'adaptació d'una obra del seu dramaturg preferit: William Shakespeare, creant una òpera sense història d'amor, cosa que va trencar una de les convencions de l'òpera italiana del segle xix. Després de la composició d'Attila, Verdi es va permetre una certa moderació en el ritme de treball. Va dedicar tot un any
a l'elaboració de Macbeth, obra destinada al competent i culte públic florentí, que la va acollir la nit del 14 de març de 1847 amb un gran fervor, en el qual es barrejava, tanmateix, certa desorientació, causada per la gran novetat i audàcia que caracteritzaven l'òpera, sens dubte la més important de totes les que van precedir Rigoletto. Des de Florencia, Verdi va partir cap a Londres, on, amb prou feines quatre mesos després, el 22 de juliol de 1847, va donar a conèixer I Masnadieri, amb un llibret mediocre que Andrea Maffei, separat ja de Clarina, havia escrit basant-se en el drama homònim de Schiller.

### Retrobada amb Giuseppina Strepponi

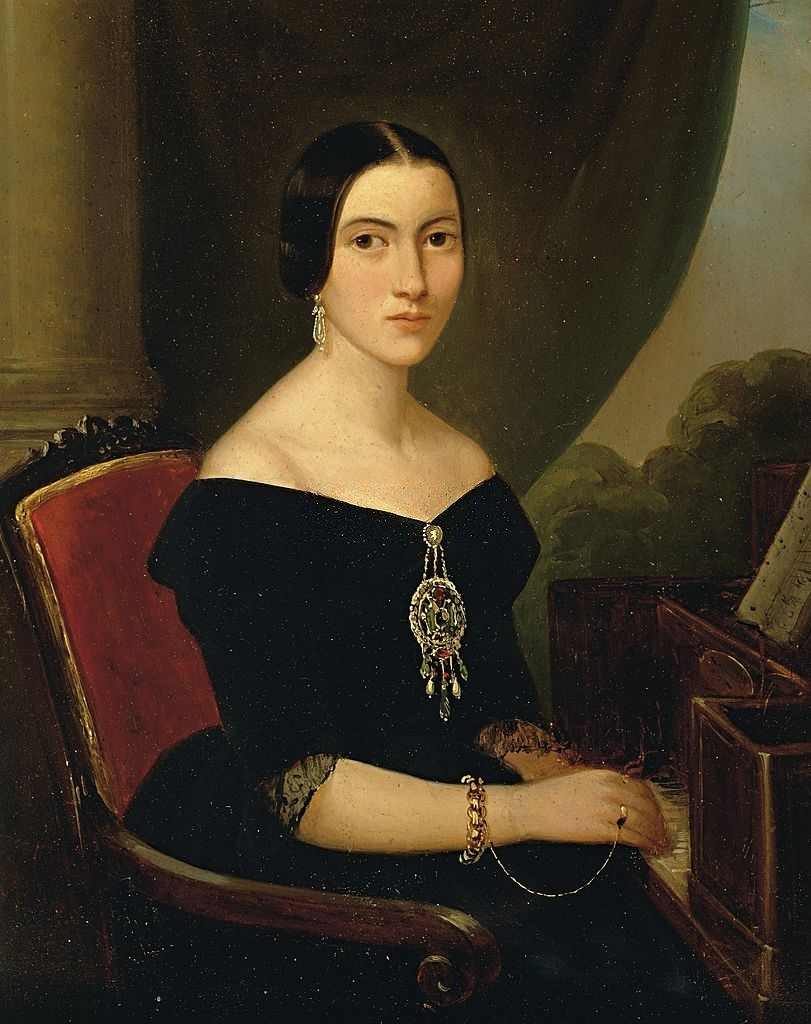
Giuseppina Strepponi, segona esposa de Verdi

L'any 1847, I Lombardi, revisada i rebatejada com a Jerusalem, va ser presentada a París. El públic parisenc, acostumat a la grand opéra exigia certs convencionalismes (incloent-hi llargs ballets) que van fer necessària una completa adaptació de l'òpera. Aquest va ser el primer intent de Verdi amb la grand opéra francesa.
Verdi va passar a París els set mesos següents, que constitueixen un dels moments crucials de la seva vida. Es va trobar amb la soprano Giuseppina Strepponi; la relació entre ambdós, els començaments de la qual es remuntaven als llunyans temps de l'Oberto i que s'havia aprofundit
durant les primeres vuit representacions del Nabucco, es va transformar en un llaç afectiu destinat a perdurar tota la vida.
Giuseppina havia trencat les relacions amb el tenor Napoleone Moriani el 1842, i en va sortir amb l'esperit destruït i la veu seriosament danyada. Malgrat això, empesa per les preocupacions econòmiques familiars, a més de les ocasionades pel futur del seu fill Camillino -l'altre havia mort gairebé en néixer-, va continuar cantant i havia contribuït a l'èxit de Nabucco.

### Revolució frustrada

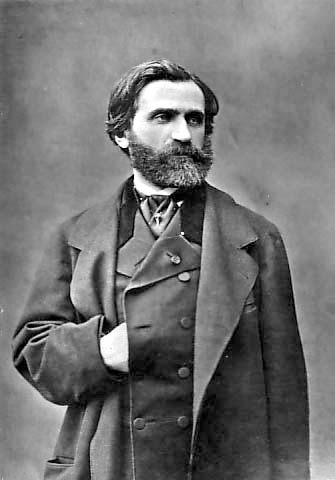
Retrat de Verdi

El març de 1848, els arriben notícies d'Itàlia: la revolució, que des de feia temps flotava en l'aire, havia esclatat finalment. Milà i Venècia s'havien revoltat, el rei del Piemont, Carles Albert, atacava Àustria. Itàlia sencera es veia sacsejada per un vent de tempesta. Però la revolució va fracassar: el papa Pius IX va retirar el seu suport a les reivindicacions nacionals italianes, i Carles Albert, derrotat, va haver d'abdicar el 23 de març de 1849 en favor del seu fill Víctor Manuel. La desil·lusió dels patriotes va ser enorme. Els habituals del saló Maffei van fugir a Suïssa, d'on Clarina va tornar més tard per tancar-se en una vida totalment retirada de la cultura.
Durant aquell temps, Verdi havia complert, no sense esforç, un antic compromís amb l'editor Lucca posant en escena, a Trieste, el 25 d'octubre de 1848, Il corsaro.
No havent de preocupar-se ja de la censura, va escriure d'una tirada una òpera que és un autèntic
himne patriòtic i llibertari: La battaglia di Legnano, és a dir, la batalla en la qual els exèrcits de la lliga Llombarda van derrotar els de l'emperador Frederic Barba-roja, alliberant el nord d'Itàlia de la seva dominació. Òbviament, a tal música va correspondre, donat el clima independentista que vivia Itàlia, un triomf apoteòsic. Amb aquesta, es tanca el cicle de les òperes juvenils de Verdi.

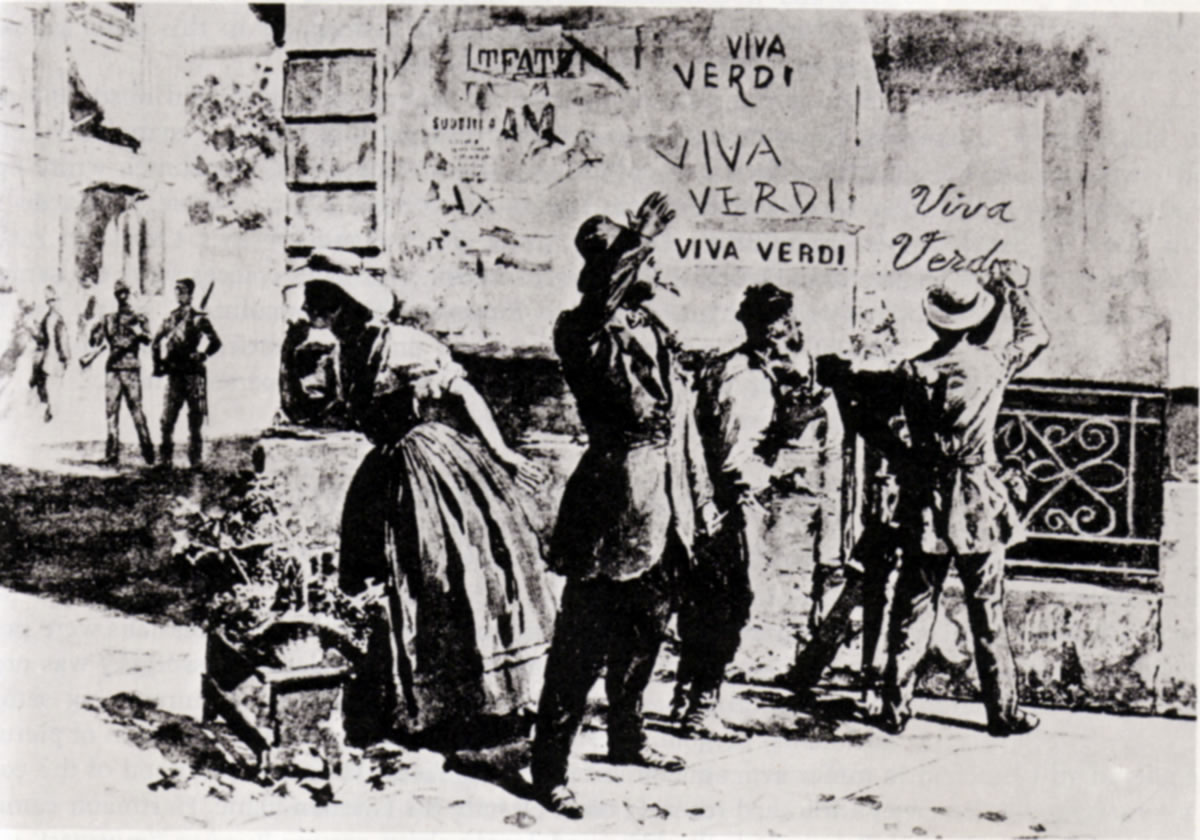
Grafits amb «Viva VERDI»

Aprofitant hàbilment les lletres que componien el seu cognom, sobre els murs d'Itàlia apareixia escrit l'anagrama «Viva VERDI», que tots desxifraven com «Viva Vittorio Emanuele Re D'Italia». Però, paral·lelament, la seva música va prendre altres direccions. Van desaparèixer els cors patriòtics, els laments de pobles oprimits i els exèrcits en marxa. Es va orientar, en canvi, cap a un progressiu aprofundiment emotiu en l'esfera privada i íntima dels individus vistos no com a figures d'una sola peça, encarnacions d'una idea única preconcebuda, sinó com un patrimoni de conflictes interiors, amb contradiccions psicològiques.

### La maduresa: latrilogia populari els anys de Sant'Agata

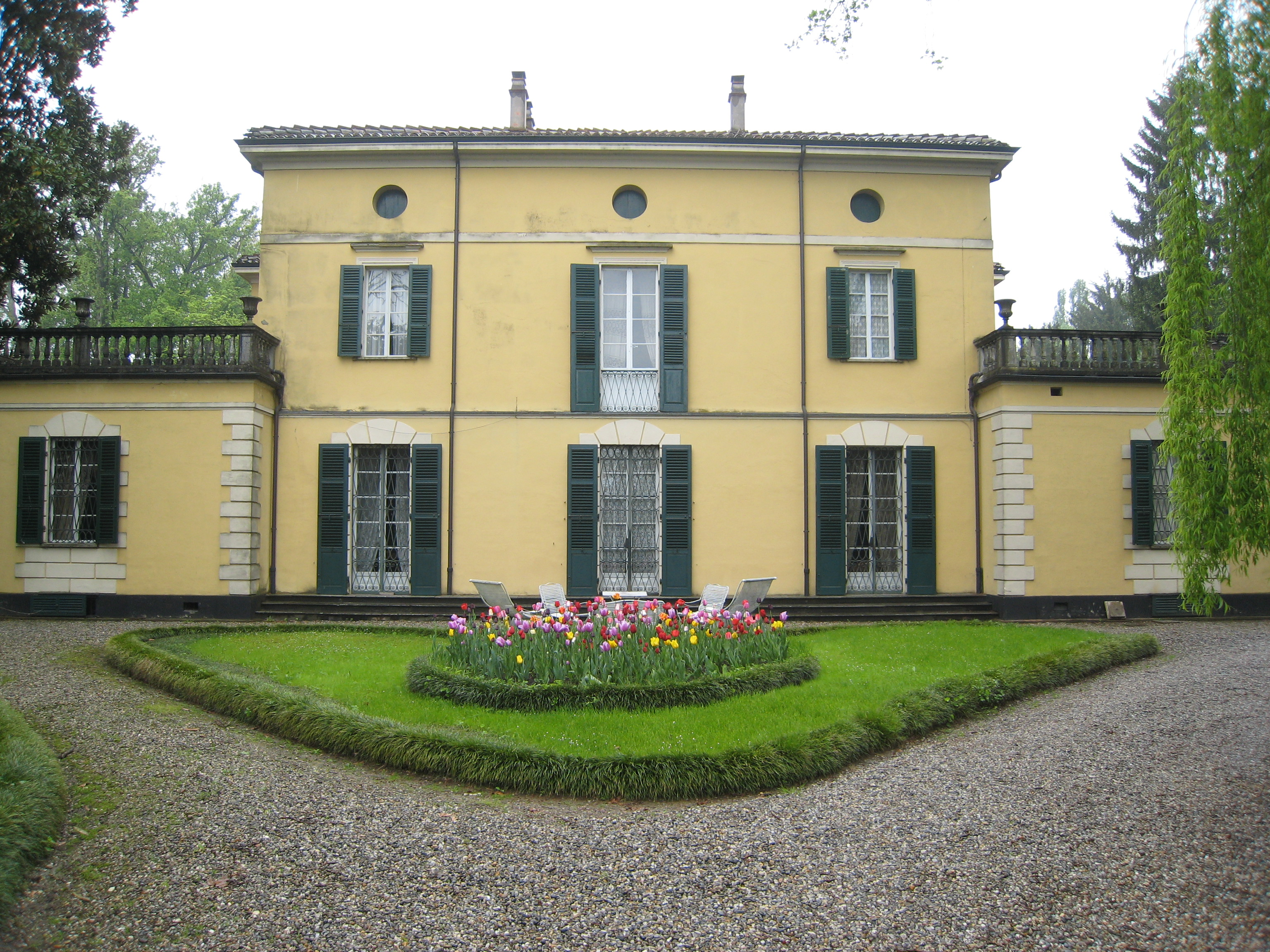
La seva casa a Sant'Agata

Al final dels anys de galeres, Luisa Miller (Nàpols, Teatro San Carlo, 8 de desembre de 1849) i Stiffelio (Teatro Grande de Trieste, 16 de novembre de 1850) va marcar un moment fonamental en l'evolució estilística de Verdi. El seu pensament musical va fer-se més refinat i la seva dramatúrgia gira vers un noble lirisme que exalta l'aprofundiment psicològic dels personatges. Verdi havia assolit la plena maduresa artística, que va confirmar amb els tres títols de la considerada trilogia popular, un tríptic d'obres d'arguments diversos i molt estimades pel públic: Rigoletto, Il trovatore i La Traviata, tres òperes destinades a obtenir un èxit aclaparador.
Mentrestant, Verdi havia adquirit la vil·la de Sant'Agata, al municipi de Villanova sull'Arda, a la província de Piacenza i no gaire lluny de Busseto. Ací es va establir a la primavera de l'any 1851 junt a la seua companya sentimental Giuseppina Strepponi. A Sant'Agata, Verdi es va dedicar amb passió a l'agricultura, i va conrear els seus interessos en l'art, la poesia, l'economia i la política. Va ser elegit conseller comunal de Villanova i conseller provincial.
Després de la trilogia popular Verdi va cercar de nou la fortuna a París. No obstant això, la seua relació amb el públic francès no va ser fàcil, i les òperes compostes per a París van trobar un menor ressò que a Itàlia. Van ser anys de treball: Verdi podia finalment compondre sense presses, però el món musical estava canviant lentament, fins i tot a Itàlia. Aquest període d'experimentació va culminar l'any 1871 amb Aida, òpera ambientada en l'antic Egipte, comanda del kediv Ismail Patxà per a la inauguració del canal de Suez.

### Els darrers anys

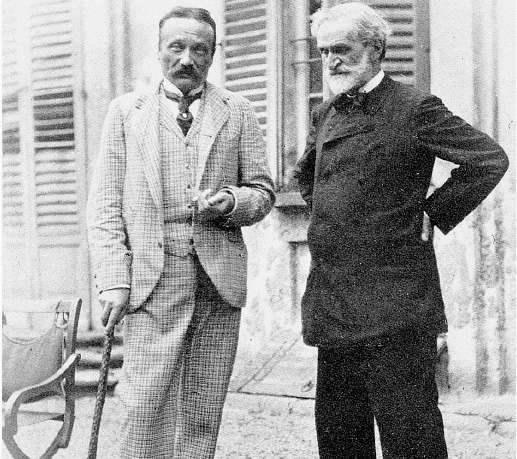
Arrigo Boito i Verdi

Feia ja 10 anys llargs que Verdi era el compositor més notable italià i la seva fama creixia ininterrompudament per tot Europa. El 1862 es va traslladar a Sant Petersburg, on es va estrenar triomfalment La forza del destino. El 1865, estava de nou a París per a la revisió de Macbeth i hi va tornar dos anys després, per a l'estrena de la que és potser la seva gran òpera, Don Carlos. Tanmateix, el reconeixement de la grandesa d'aquesta obra, com també la de Simon Boccanegra, es deu a la crítica més recent.
Després d'Aida Verdi, aclaparat per l'èxit internacional i més aviat crític amb l'evolució musical contemporània, decideix retirar-se a la vida privada. En aquesta època escriu la popular missa de Rèquiem, estrenada el 22 de maig de 1874 a San Marco de Milà. A fer-lo eixir de l'aïllament va anar Arrigo Boito, el poeta i compositor scapigliato que l'havia ofès públicament l'any 1863 acusant-lo de ser la causa del provincianisme i l'estancament de la música italiana del seu temps. Però, amb els anys, Boito havia comprès que només Verdi havia estat capaç de portar a la Itàlia musical al mateix pas que Europa. Amb l'ajut fonamental de l'editor Giulio Ricordi, el 1879 va reeixir a convèncer Verdi a col·laborar en un nou gran projecte operístic, escrivint per a ell el llibret d'Otello, un drama decadent basat en l'obra homònima de Shakespeare, escriptor que apassionava d'igual manera el madur compositor i el jove llibretista. Després de vuit anys de treball, intercalant-hi la revisió de Simon Boccanegra, Otello va ser estrenada el 1887, i fou acollida amb un gran èxit. L'any 1893, de nou, Verdi va estrenar una nova òpera: Falstaff, una comèdia que el poeta scapigliato va derivar també d'una obra teatral de Shakespeare. Sense Boito, probablement no haurien existit aquestes dues darreres obres mestres de Verdi, perquè només en el literat venecià Verdi va poder trobar un col·laborador a la seua altura, un dramaturg de profunda preparació cultural, gran ductilitat de versificació i alhora músic, és a dir, capaç de pensar la poesia en funció de la música.
Les dues òperes, estrenades a La Scala, van obtenir un èxit divers. Si Otello va connectar immediatament amb el gust del públic, afermant-se de seguida en el repertori, Falstaff va decebre els melòmans italians, fins i tot als més aferrissats verdians. En primer lloc, el vell Verdi s'atrevia amb una comèdia, la seua segona comèdia després de la jovenívola i desafortunada Un giorno di regno, i en segon lloc s'atrevia a trencar d'un sol colp totes les convencions formals de l'òpera italiana, mostrant una vitalitat artística, un esperit de modernitat i una energia creativa sorprenents.
La vida de Giuseppe Verdi pot dividir-se en dos períodes: el juvenil, farcit de tribulacions i lluites, i el de maduresa, pletòric de serenitat i inspiració. Va passar els seus darrers anys entre Sant'Agata i Milà. El 16 de desembre de 1899 va instituir l'Opera Pia, Casa di Riposo per i Musicisti: volia assegurar el manteniment d'aquells «que han dedicat la vida a l'art musical» i que es trobaren en condicions precàries. Segons la seua voluntat, el primer hoste de l'asil va ser acceptat després de la mort del compositor.
El seu testament, fet el 14 de maig de 1900, Verdi va designar com a hereva universal una cosina de Busseto, Maria Verdi. No obstant això, va deixar molts llegats a diverses entitats socials, entre les quals es trobava òbviament la Casa di riposo per musicisti, a l'oratori de la qual va ser soterrat al costat de la seua esposa Giuseppina, el 27 de febrer de 1901.
El cor Va, pensiero va ser interpretat al seu funeral oficial durant el trasllat del cementiri a la Casa di riposo per musicisti, dirigit per Arturo Toscanini i un cor de 820 cantants. Dins la Casa, es va cantar el Miserere d'Il trovatore.

## Verdi i la política

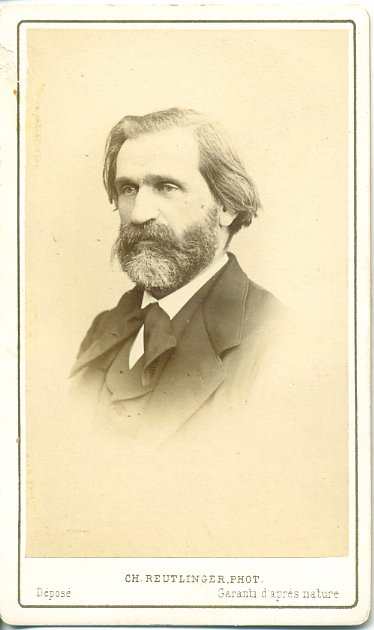
Fotografia de Verdi

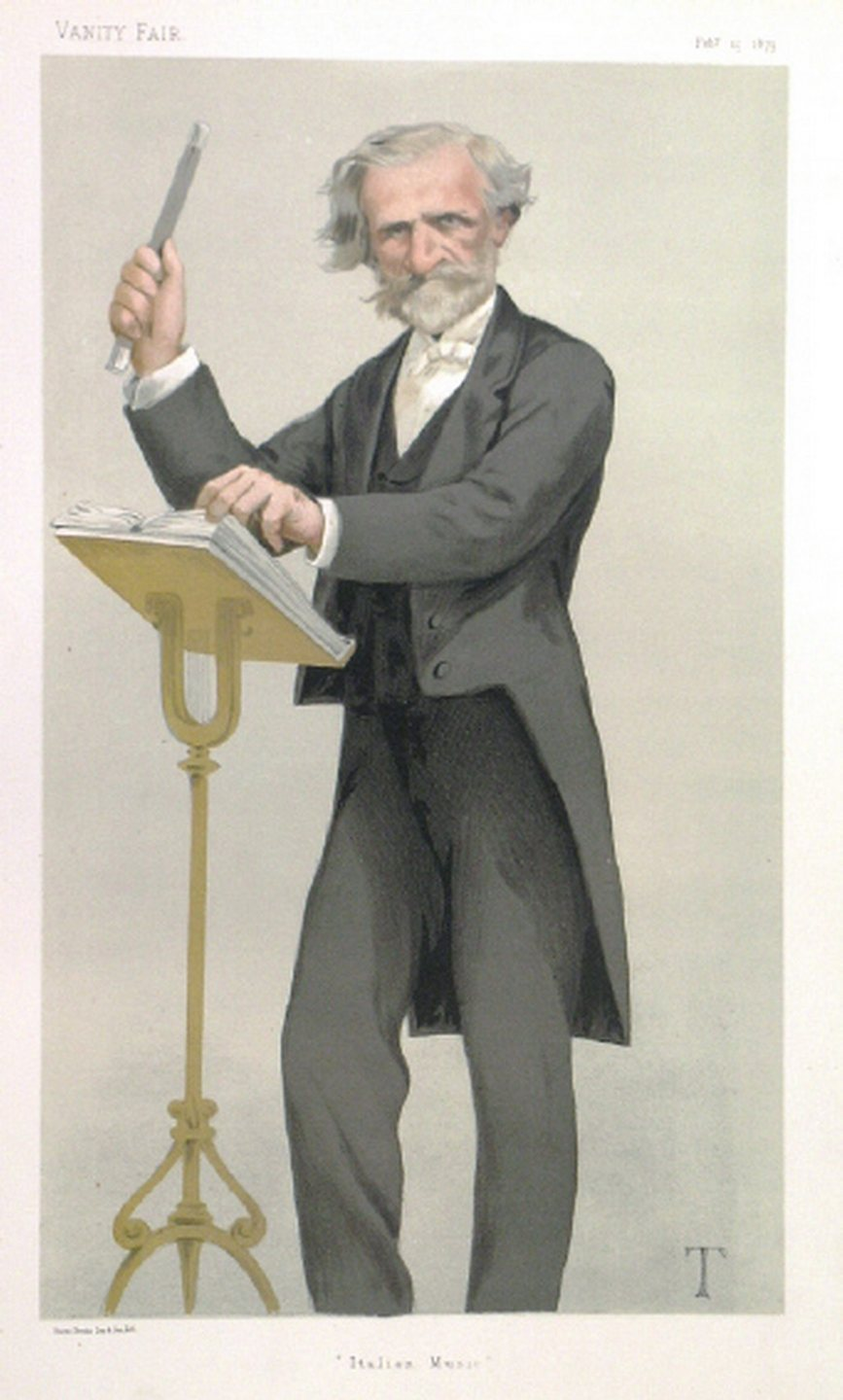
Caricatura de Verdi aparegut a la revista Vanity Fair el 1879

Alguns historiadors de la música varen generar i han perpetuat el mite sobre el famós Va pensiero, cant coral del tercer acte de Nabucco, en què s'afirma que, quan va ser cantat a Milà, que llavors pertanyia a la part d'Itàlia sota el domini austríac, el públic, responent amb fervor nacionalista als laments per la seva perduda pàtria per part dels esclaus exiliats, va exigir un bis de la peça. Com els bisos estaven expressament prohibits pel govern en aquell moment, el gest hauria estat molt significatiu. No obstant això, estudis recents situen aquest fet al descans. Encara que l'audiència, efectivament, demanés una repetició, no va ser per Va, pensiero, sinó més aviat per a l'himne Immenso Jehova, cantat pels esclaus hebreus per agrair a Déu haver salvat el seu poble. A la llum d'aquestes noves revelacions, la posició de Verdi, com a mascaró de proa musical del Risorgimento cal ponderar-la.
D'altra banda, durant els assajos, els treballadors del teatre varen deixar de fer el que estaven fent en sonar el Va, pensiero, i aplaudien a la conclusió d'aquesta inquietant melodia, mentre que el creixement de la "identificació de la música de Verdi amb la política nacionalista italiana" es considera que va començar l'estiu del 1846 en relació amb un cor d'Ernani en què el nom d'un dels seus personatges, Carlo, va ser canviat a Pius, una referència a la butlla del papa Pius IX per una amnistia als presos polítics.
Després de la unificació d'Itàlia el 1861, moltes de les primeres òperes de Verdi van ser interpretades com a treballs del Risorgimento amb missatges revolucionaris ocults, que probablement no havien estat intencionats ni pel compositor ni pel llibretista.
Dins d'aquesta relació del Risorgimento amb l'autor, algú va descobrir que el nom de Verdi era l'acrònim de Vittorio Emanuele Re D'Italia (Vittorio Emmanuel Rei d'Itàlia), quan Milà (aleshores sota l'ocupació austríaca) començava a donar suport als esforços de Víctor Manuel per a la reunificació italiana. Van sorgir partidaris que l'aleshores rei de Sardenya conquerís Milà i, a causa de la severa censura austríaca, aquesta campanya va ser convencionalment anomenada «Viva VERDI». El compositor estava assabentat d'aquest ús del seu nom i sembla que no li va importar gaire.
El seu suport al moviment del Risorgimento, el portà a va ser diputat del primer Parlament del Regne d'Itàlia arran d'una petició del primer ministre Cavour, però el 1865 hi va renunciar. El 1874, tot i que, profundament decebut, s'havia allunyat de la política, va ser nomenat senador del regne pel rei Vittorio Emanuele II.
L'obra de Verdi es va assimilar sovint al moviment nacionalista italià, i a la reunificació del regne. Per exemple, el cor dels esclaus de Nabucco es considera com un himne italià no oficial.

## Les òperes de Verdi

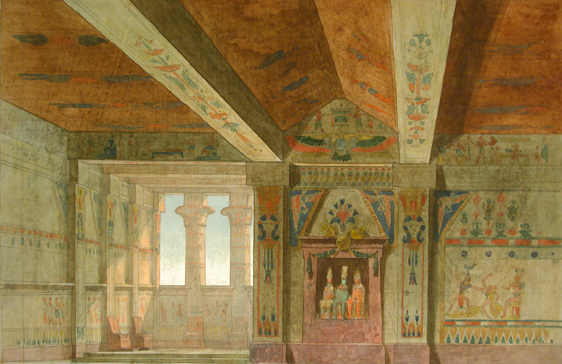
Esbòs escenogràfic de Francesc Soler i Rovirosa per a Aida, representada al Teatre Principal de Barcelona el 28-03-1876, conservat al fons del MAE

- Oberto, Conte di San Bonifacio - Teatro alla Scala de Milà, 1839
- Un Giorno di Regno - Teatro alla Scala de Milà, 1840
- Nabucco - Teatro alla Scala de Milà, 1842
- I Lombardi - Teatro alla Scala de Milà, 1843
- Ernani - Teatro La Fenice de Venècia, 1844
- I due Foscari - Teatro Argentina de Roma, 1844
- Giovanna d'Arco - Teatro alla Scala de Milà, 1845
- Alzira - Teatro San Carlo de Nàpols, 1845
- Attila - Teatro La Fenice de Venècia, 1846
- Macbeth - Teatro della Pergola de Florència, 1847
- I Masnadieri - Her Majesty's Theatre de Londres, 1847
- Jérusalem - Opéra Garnier de París, 1847
- Il corsaro - Teatro Grande de Trieste, 1848
- La battaglia di Legnano - Teatro Argentina de Roma, 1849
- Luisa Miller - Teatro San Carlo de Nàpols, 1849
- Stiffelio - Teatro Grande de Trieste, 1850
- Rigoletto - Teatro La Fenice de Venècia, 1851
- Il trovatore - Teatro Apollo de Roma, 1853
- La Traviata - Teatro La Fenice de Venècia, 1853
- I vespri siciliani - Opéra Garnier de París, 1855
- Simon Boccanegra - Teatro La Fenice de Venècia, 1857
- Aroldo - Teatro Nuovo de Rímini, 1857
- Un ballo in maschera - Teatro Apollo de Roma, 1859
- La forza del destino - Teatre Imperial de Sant Petersburg, 1862
- Don Carlos - Opéra Garnier de París, 1867
- Aida - Òpera Khedivial del Caire, 1871
- Otello - Teatro alla Scala de Milà, 1887
- Falstaff - Teatro alla Scala de Milà, 1893

## Altres obres significatives
- Rèquiem. Missa per a orquestra, cor i solistes - 1874
- Quattro Pezzi Sacri - 1898

## Fragments d'obres
- La donna è mobile, de Rigoletto (?·pàg.).